# Кан Йон Хун
Кан Йон Хун (кор. 강영훈, 姜英勳, Gang Yeong-hun, Kang Yŏnghun; 30 травня 1922 — 10 травня 2016) — корейський військовик, дипломат і політик, двадцять перший прем'єр-міністр Республіки Корея.

## Біографія
Навчався в Університеті Кенкоку, після чого наприкінці Другої світової війни вступив до лав Національних сил оборони, що були попередником армії Республіки Корея. Під час Корейської війни був командиром дивізії, а 1952 року був призначений на посаду аташе в посольстві Південної Кореї у Сполучених Штатах.
1954 року він став директором Американського командування в Південній Кореї при міністерстві національної оборони. Проходив прискорене навчання в Командно-штабному коледжі армії США. Завершив військову службу в званні генерал-лейтенанта на посаді начальника Корейської військової академії, в рік Військової революції, проти якої він виступав. Був затриманий та перебував в ув'язненні.
Після звільнення повернувся до США, здобувши ступінь магістра міжнародних відносин (1966) і докторський ступінь з політології (1973) Університету Південної Каліфорнії. Заснував Науково-дослідний інститут з корейських справ у Сілвер-Спринзі, штат Меріленд.
Повернувся до Південної Кореї 1976 року, де отримав посаду декана в Університеті іноземних мов Ханґук. 1978 року його призначили на посаду директора Інституту закордонних справ та національної безпеки, навчального закладу Міністерства закордонних справ.
Від 1981 до 1984 року був послом у Великій Британії та Ірландії (за сумісництвом), а від 1984 до 1987 року — послом у Ватикані.
Після демократичних протестів 1987 року брав участь у виборах та був обраний до лав парламенту 13-го скликання від Демократичної партії справедливості.
В 1988—1990 роках очолював Уряд Республіки Корея за президентства Ро Де У, який замінив 19 з 23 міністрів, щоб позбавитись спадщини свого вкрай непопулярного попередника Чон Ду Хвана. У той період тривали масові антиурядові студентські виступи. Після кількох місяців підготовки взяв участь в історичних перемовинах зі своїм північнокорейським колегою Йон Хьон Муком, де обговорювались питання роззброєння, виведення американських військ, звільнення політичних в'язнів, прав на відвідування та возз'єднання. В жовтні 1990 року в Пхеньяні він зустрівся з лідером КНДР Кім Ір Сеном. Тон перемовин різко змінився: південнокорейська сторона звинуватила Північну Корею в тому, що вона посилює розділення та затягує питання про мир, а також використовує перемовини, щоб втручатись у внутрішні справи Південної Кореї; представники КНДР критикували пропозиції Південної Кореї з розширення торгових, культурних і гуманітарних обмінів. Третя нарада в грудні також не принесла значних результатів.
У грудні 1990 року в межах підготовки до чергових виборів вийшов у відставку, однак невдовзі вирушив у дипломатичний тур Близьким Сходом, щоб підтримати членство Південної Кореї в Організації Об'єднаних Націй.
Був головою Національної організації Червоного Хреста (1991—1997), що відіграла важливу роль у перемовинах між Південною та Північною Кореєю за часів, коли північ страждала через голод. Надалі обіймав посаду голови Інституту Седжона та голови корейського комітету Програми ООН з довкілля (ЮНЕП).
Помер у Сеулі в травні 2016 року.